# PolJazz
PolJazz is een Pools platenlabel, waarop jazzmuziek en, in mindere mate, blues wordt uitgebracht. Het werd in 1972 opgericht door de Polskie Stowarzyszenie Jazzowe (Polish Jazz Association) en is gevestigd in Warschau. Op het label is werk uitgekomen van onder meer:
- Polen:  Tomasz Stańko, Slawomir Kulpowicz, Polski Jazz Ensemble, Tomasz Szukalski, Zbygniew Hamyslowski, Zbigniew Seifert en Janusz Muniak.

- Andere landen: Miles Davis, Jimmy Rowles, Abdullah Ibrahim, Woody Herman, Buddy Rich, Stan Getz, Clark Terry, Martial Solal, Charlie Parker, Louis Armstrong, Max Roach, Elvin Jones, Dizzy Gillespie, Muddy Waters en Memphis Slim.